# Инженерные изыскания
Инженерные изыскания для строительства — обязательная часть градостроительной деятельности, обеспечивающая комплексное изучение природных условий территории (региона, района, площадки, участка, трассы) и факторов техногенного воздействия на территорию объектов капитального строительства для решения следующих задач:
- установления функциональных зон и определения планируемого размещения объектов при территориальном планировании;
- выделения элементов планировочной структуры территории и установления границ земельных участков, на которых предполагается расположить объекты капитального строительства, включая линейные сооружения;
- определения возможности строительства объекта;
- выбора оптимального места размещения площадок (трасс) строительства;
- принятия конструктивных и объемно-планировочных решений;
- составления прогноза изменений природных условий;
- разработки мероприятий инженерной защиты от опасных природных процессов;
- ведения государственных информационных систем обеспечения градостроительной деятельности
Инженерные изыскания являются одним из важнейших видов строительной деятельности, с них начинается любой процесс строительства и эксплуатации объектов. Комплексный подход, объединяющий различные виды инженерных изысканий позволяет проводить разностороннее и своевременное обследование строительных площадок, зданий и сооружений.

## Виды изысканий в строительстве
В соответствии со статьей 47 Градостроительного кодекса Российской Федерации, перечень видов инженерных изысканий утвержден постановлением Правительства РФ от 19.01.2006 № 20  "Об инженерных изысканиях для подготовки проектной документации, строительства, реконструкции объектов капитального строительства"

### I. Основные виды инженерных изысканий
1. инженерно-геодезические изыскания
2. инженерно-геологические изыскания
  1. сбор и обработка материалов и данных прошлых лет;
  2. дешифрирование аэрокосмических материалов и аэрофотоснимков;
  3. инженерно-геологическая рекогносцировка территории;
  4. инженерно-геологическая съемка;
  5. проходка инженерно-геологических выработок с их опробованием;
  6. лабораторные исследования физико-механических свойств грунтов и химический анализ подземных вод;
  7. гидрогеологические исследования;
  8. геокриологические исследования;
  9. инженерно-геофизические исследования;
  10. изучение опасных геологических и инженерно-геологических процессов с разработкой рекомендаций по инженерной защите территории;
  11. сейсмологические и сейсмотектонические исследования территории;
  12. поиск и обследование существующих объектов культурного наследия и археологические исследования;
  13. поиск, обнаружение и определение мест воинских захоронений;
  14. поиск и обследование территории на наличие взрывоопасных предметов в местах боевых действий и на территориях бывших воинских формирований.
3. инженерно-гидрометеорологические изыскания
4. инженерно-экологические изыскания

### II. Специальные виды инженерных изысканий
- геотехнические исследования
- обследования состояния грунтов оснований зданий и сооружений, их строительных конструкций
- поиск и разведка подземных вод для целей водоснабжения
- локальный мониторинг компонентов окружающей среды
- разведка грунтовых строительных материалов
- локальные обследования загрязнения грунтов и грунтовых вод

## Инженерно-геодезические изыскания
Инженерно-геодезические изыскания для строительства — это работы, проводимые для получения топографо-геодезических материалов и данных о ситуации и рельефе местности (в том числе дна водостоков, водоемов и акваторий), существующих зданиях и сооружениях (наземных, подземных и надземных) и других элементах планировки (в цифровой, графической, фотографической и иных формах), необходимых для комплексной оценки природных и техногенных условий территории (акватории) строительства и обоснования проектирования, строительства, эксплуатации и ликвидации объектов. Инженерно-геодезические изыскания являются разновидностью инженерных изысканий.

## Инженерно-геологические изыскания
Инженерно-геологические изыскания выполняются с целью комплексного изучения инженерно-геологических условий территории (площадки, участка, трассы) для получения необходимых и достаточных материалов при подготовке документов территориального планирования и планировки территории, архитектурно-строительного проектирования, строительства и реконструкции зданий и сооружений.

### Программа испытаний
Программа испытаний включает в себя виды и подвиды испытаний (тестов). К примеру, для изучения насыпи на слабых грунтах нужно чётко понимать, какой сдвиг нужен при испытаниях. Консолидированный или неконсолидированной в начале. Бывает поровое давление есть (осталось со времен ледника), конечно должно быть всестороеннее обжатие неконсолидированное (обжали, но поровое давление должно остаться; моделируем естественную ситуацию). Бывает, статическое зондирование сделали, видим, что поровое давление уже есть.

## Инженерно-гидрометеорологические изыскания
Инженерно-гидрометеорологические изыскания выполняются для комплексного изучения гидрометеорологических условий территории (района, площадки, участка, трассы) и/или акватории намечаемого строительства, с целью получения необходимых и достаточных материалов для подготовки документов территориального планирования и планировки территории, архитектурно-строительного проектирования, строительства и реконструкции зданий и сооружений.
При инженерно-гидрометеорологических изысканиях изучению подлежат: гидрологический режим (рек, озер, водохранилищ, морей, болот, устьевых участков рек, ручьев, временных водотоков), климатические условия и отдельные метеорологические характеристики, опасные гидрометеорологические процессы и явления, изменения гидрологических и климатических условий или их отдельных характеристик под влиянием техногенных факторов.
Инженерно-гидрометеорологические изыскания должны выполняться для решения следующих задач:
- обоснования схемы комплексного использования и охраны вод, возможности использования водных объектов в качестве источников водоснабжения, в санитарно-технических, транспортных, энергетических, мелиоративных, спортивных и культурно-бытовых целях;
- выделения границ территорий с особыми условиями использования (зон затопления и водоохранных зон) и территорий подверженных риску возникновения опасных гидрометеорологических процессов и явлений;
- обоснования проведения мероприятий по организации поверхностного стока, частичному или полному осушению территории;
- выбора мест размещения площадок строительства (трасс) и их инженерной защиты от неблагоприятных гидрометеорологических воздействий;
- выбора конструкций сооружений, определения их основных параметров и организации строительства;
- определения условий эксплуатации сооружений;
- оценки воздействия объектов строительства на гидрологический режим и климат территории и разработки природоохранных мероприятий.

## Инженерно-экологические изыскания
Инженерно-экологические изыскания выполняются для получения материалов и данных о состоянии компонентов окружающей среды и возможных источниках ее загрязнения, необходимых для подготовки документов территориального планирования, документации по планировке территории, архитектурно-строительного проектирования, строительства и реконструкции зданий и сооружений.
Инженерно-экологические изыскания должны обеспечивать получение необходимых и достаточных данных для:
- оценки экологического состояния территории;
- оценки воздействия на окружающую среду планируемой градостроительной деятельности в целях устойчивого развития территорий;
- обоснования в проектной документации мероприятий по охране окружающей среды, предотвращения, снижения или ликвидации неблагоприятных воздействий, а также сохранения, восстановления и улучшения экологической обстановки для создания благоприятных условий жизнедеятельности человека, среды обитания растений и животных;
- принятия решений по сохранению социально-экономических, исторических, культурных, этнических и других интересов местного населения;
- принятия решений по организации и проведению экологического мониторинга.

## Полевые испытания
- Стандартное пенетрационное испытание (standard penetration test, SPT) динамическое испытание на проникновение или пенетрацию в полевых условиях, для получения информации о инженерно -геологических свойствах грунта. Тест является наиболее часто используемым во всем мире (за исключением России) геотехническим тестом в полевых условиях.
- Испытание с помощью динамического конусного пенетрометра представляет собой испытание на месте, при котором груз вручную поднимается и сбрасывается на конус, который проникает в землю. регистрируется количество мм на удар, и это используется для оценки определенных свойств почвы. Это простой метод тестирования, который обычно требует подтверждения лабораторными данными для получения хорошей корреляции.
- Статическое зондирование с использованием измерительного зонда с коническим наконечником, который гидравлически вдавливается в почву с постоянной скоростью. Базовый прибор CPT сообщает о сопротивлении наконечника и сопротивлении сдвигу вдоль цилиндрического ствола. 
  - Пьезоконусный пенетрометр продвигается с использованием того же оборудования, что и обычный зонд CPT, но у зонда есть дополнительный инструмент, который измеряет давление грунтовых вод по мере продвижения зонда.
  - Сейсмический пьезоконусный пенетрометр усовершенствуется с использованием того же оборудования, что и зонд CPT или CPTu, но зонд также оснащен геофонами или акселерометрами для обнаружения поперечных волн и/или волн давления, создаваемых источником на поверхности.
  - Полнопоточные пенетрометры (Т-образные, шаровые и пластинчатые) используются в чрезвычайно мягких глинистых грунтах (таких как отложения морского дна) и совершенствуются так же, как и СРТ. Как следует из их названий, Т-образный стержень представляет собой цилиндрический стержень, прикрепленный под прямым углом к бурильной колонне и образующий нечто похожее на букву Т, шар представляет собой большую сферу, а пластина представляет собой плоскую круглую пластину. В мягких глинах почва обтекает зонд подобно вязкой жидкости. Давление из-за напряжения вскрышных пород и порового давления воды одинаково со всех сторон зонда (в отличие от СРТ), поэтому корректировка не требуется, что уменьшает источник ошибки и повышает точность. Особенно желателен на мягких грунтах из-за очень низкой нагрузки на измерительные датчики. Полнопоточные зонды также можно циклически поднимать и опускать для измерения сопротивления переформованного грунта. В конечном счете, профессиональный геотехник может использовать измеренное сопротивление проникновению для оценки прочности на сдвиг в недренированном и переформованном состоянии.
- Исследование грунта с помощью спирального зонда и испытание на уплотнение с помощью спирального зонда (HPT) стали популярными, так как они обеспечивают быстрый и точный метод определения свойств грунта на относительно небольшой глубине. Тест HPT привлекателен для осмотра оснований на месте, потому что он легкий и может быть быстро проведен одним человеком. Во время испытаний зонд погружается на нужную глубину, и крутящий момент, необходимый для поворота зонда, используется в качестве меры для определения характеристик грунта. Предварительные испытания ASTM показали, что метод HPT хорошо коррелирует со стандартным испытанием на проникновение (SPT) и испытанием на проникновение конусом (CPT) с эмпирической калибровкой.

Испытание дилатометром с плоской пластиной (DMT) представляет собой плоский зонд, который часто усовершенствуют с использованием буровых установок CPT, но также могут быть усовершенствованы с помощью обычных буровых установок. Диафрагма на пластине прикладывает поперечную силу к грунтовым материалам и измеряет деформацию, вызванную различными уровнями приложенного напряжения в желаемом интервале глубины.
Испытания газа на месте можно проводить в скважинах после завершения работ и в зондовых скважинах, сделанных в стенках пробных ям в рамках исследования площадки. Тестирование обычно проводится с помощью портативного измерителя, который измеряет содержание метана в процентах по объему в воздухе. Также измеряются соответствующие концентрации кислорода и углекислого газа. Более точный метод, используемый для мониторинга в долгосрочной перспективе, заключается в установке стояков для мониторинга газа в скважинах. Обычно они состоят из труб из НПВХ с прорезями, окруженных гравием одного размера. Верхняя часть трубопровода длиной от 0,5 до 1,0 м обычно не имеет прорезей и окружена гранулами бентонита для герметизации ствола скважины. Клапаны установлены, а установки защищены запираемыми крышками запорных кранов, которые обычно устанавливаются заподлицо с землей. Мониторинг снова осуществляется с помощью портативного измерителя и обычно проводится раз в две недели или ежемесячно.